# Lunar Crater Radio Telescope

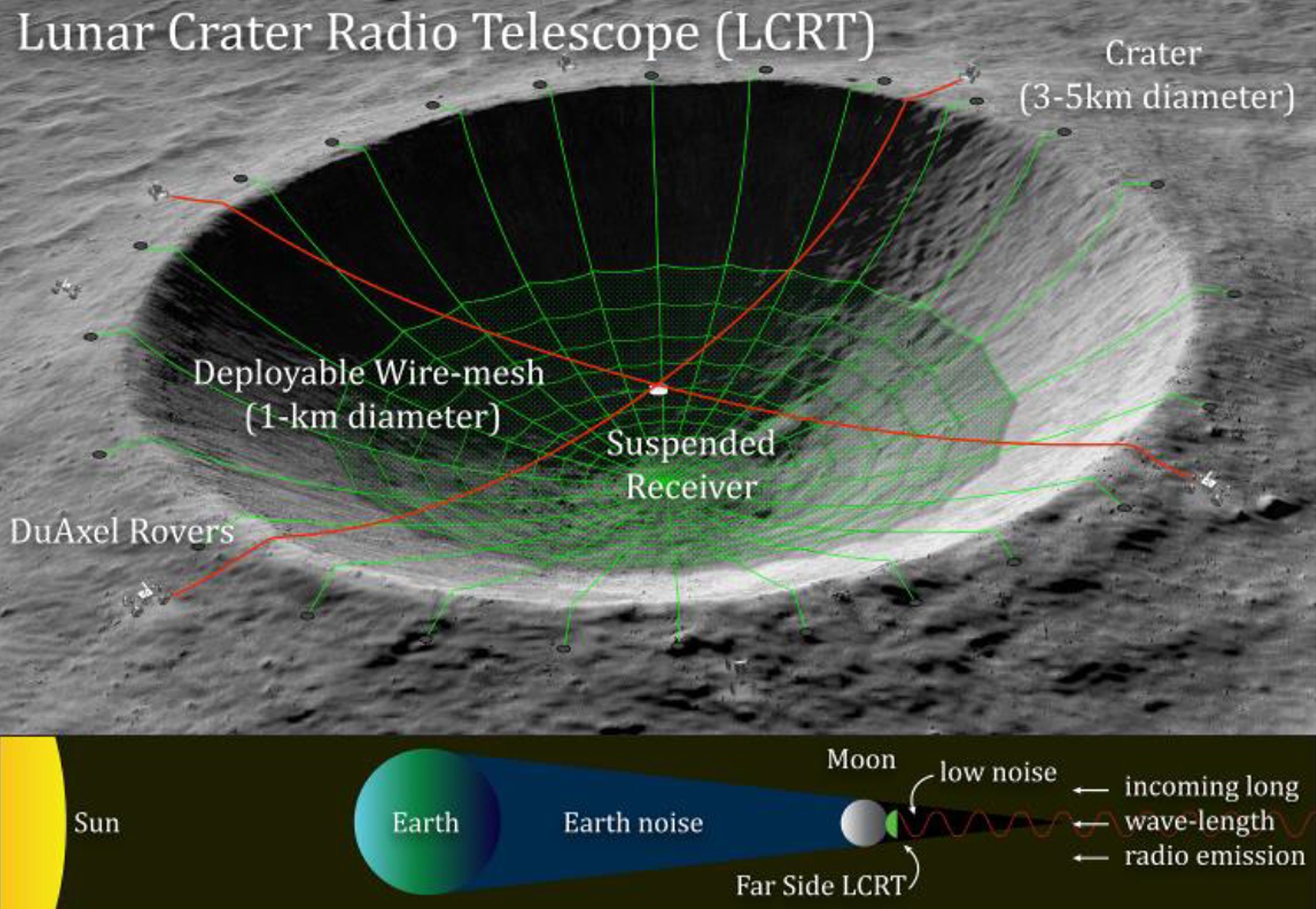
Lunar Crater Radio Telescope.

Le Lunar Crater Radio Telescope (LCRT) est un projet du NASA Institute for Advanced Concepts (NIAC) visant à créer un radiotélescope de très grande longueur d'onde à l'intérieur d'un cratère lunaire sur la face cachée de la Lune.
S'il était réalisé, le télescope serait l'un des plus grands radiotélescope existant avec au moins un kilomètre de diamètre.

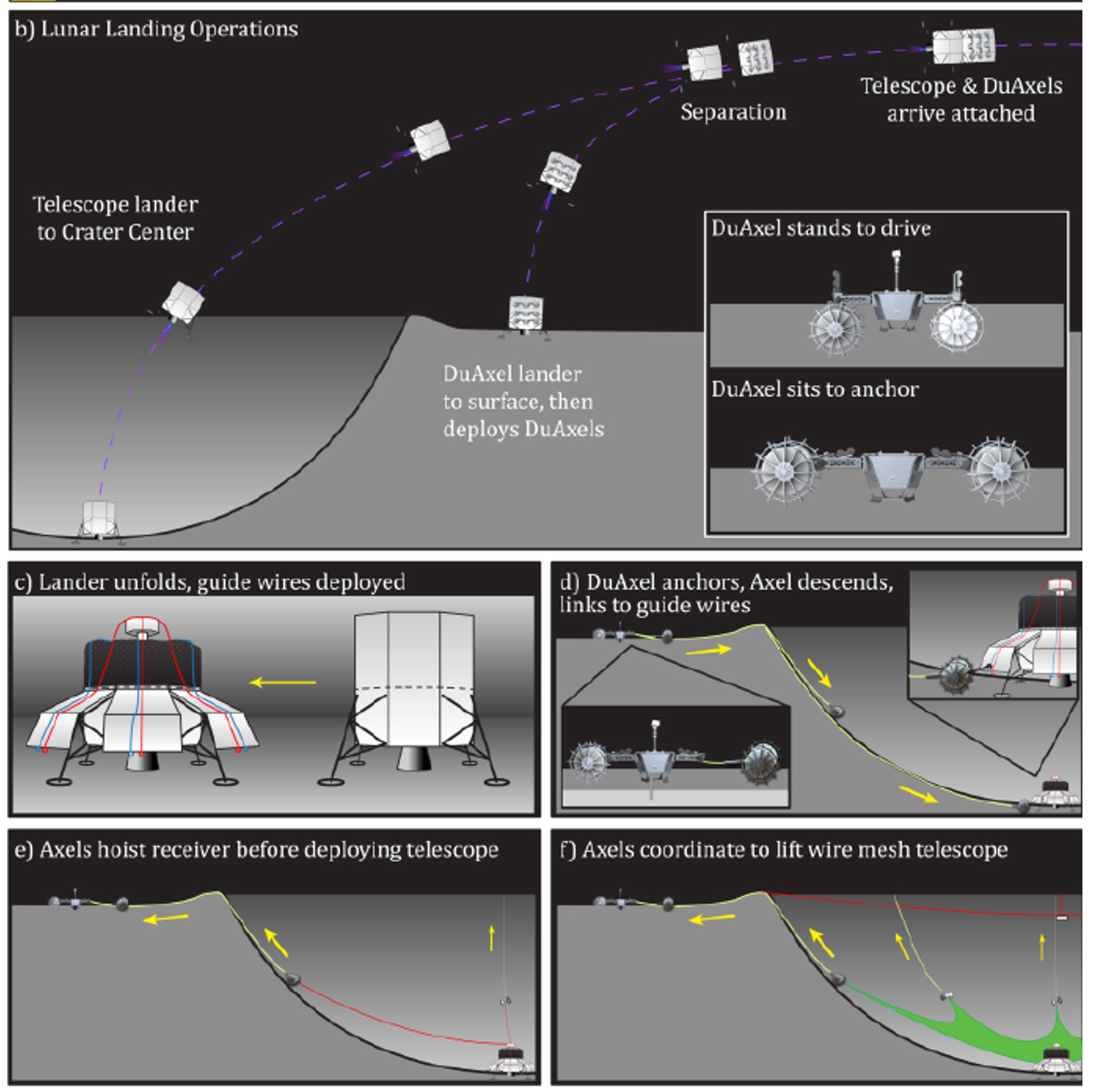
Étapes de création du télescope.